# San Román (Santiso)
San Román (llamada oficialmente San Pedro de San Román) es una parroquia española del municipio de Santiso, en la provincia de La Coruña, Galicia.

## Entidades de población
Entidades de población que forman parte de la parroquia:
- Campo da Iglesia (O Campo da Eirexe)
- Casal (O Casal)
- Cimadevila
- O Castro
- O Fervedoiro
- Pedrouzos
- Quintela
- Riazón
- Trasiglesia (Traseirexe)
- Vilameá
- Vilardomonte (Vilar do Monte)

## Demografía
| Gráfica de evolución demográfica de San Román entre 2000 y 2019 |
|                                                                 |
| Datos según el nomenclátor publicado por el INE.                |